# بیمارستان شهید دوران
بیمارستان شهید دوران بیمارستانی است درمانی وابسته به نیروی هوایی ارتش جمهوری اسلامی ایران واقع در شیراز، استان فارس با ظرفیت ۶۴ تخت فعال که در سال ۱۳۹۶ شمسی تأسیس گردید. آدرس بیمارستان :شیراز - بلوار مدرس - روبروی خیابان شهید دوران - بیمارستان شهید دوران

## پیشینه
آغاز عملیات ساخت این بیمارستان که توسط نیروی هوایی ارتش جمهوری اسلامی ایران و با مشارکت دانشگاه علوم پزشکی شیراز ساخته شده، به سال ۱۳۸۷ بر می‌گردد. این بیمارستان در زمینی به مساحت ۲۵٬۰۰۰ متر مربع و زیربنای ۵٬۰۰۰ متر مربع در دو طبقه ساخته شده و برای ساخت و تجهیز آن، ۲۵۰ میلیارد ریال هزینه شده‌است.

## بخش ها
بیمارستان شهید دوران دارای بخش‌های دندانپزشکی، آزمایشگاه، رادیولوژی، مراقبت‌های ویژه، داخلی، قلب و عروق، اطفال و نوزادان، پوست، مو و زیبایی، اعصاب و روان، توانبخشی، طب هسته ای، طب سنتی، جراحی عمومی، زنان و نازایی، زایمان بدون درد، جراحی کلیه و مجاری ادراری، چشم پزشکی، ارتوپدی، سونوگرافی، داروخانه و اورژانس است.